# بمباران کمانی

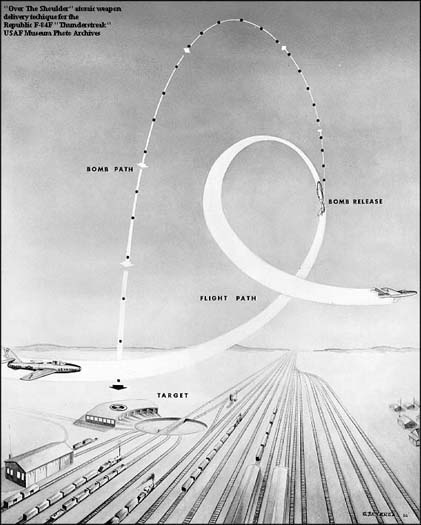
بمباران کمانی.

بمباران کمانی (انگلیسی: loft bombing یا Toss bombing) نوعی بمباران است که در آن هواپیمای حامل بمب در ارتفاع پایین به هدف نزدیک می‌شود و در هنگام بالا رفتن، بمب‌های خود را در نقطه‌ای ازپیش‌تعیین‌شده بر روی هدف می‌ریزد. با این کار بمب‌ها مسیر خود را با شتابی رو به بالا آغاز می‌کنند و وقت بیشتری تا زمان اصابت به هدف به بمب‌ها داده می‌شود.
با بمباران کمانی، هواپیما می‌تواند در محدوده‌ای کمی دورتر یا بالاتر از هدف بمب‌ها را رها کند و بدین‌وسیله خطر پدافند هوایی یا برخورد با موج انفجاری را برای خود کمتر کند.